# Всеукраїнське об'єднання громадян «Країна»
Громадська організація «Всеукраїнське об'єднання громадян «Країна» — є громадським об'єднанням без статусу юридичної особи, метою якого є відновлення, розвиток та збереження історії та традицій України, формування сучасної нагородної політики держави та реформування нагородної системи України.

## Діяльність об'єднання
- Участь у формуванні сучасної державної ідеології, що відповідає цілям духовного відродження України, при цьому зміцнення співробітництва та взаємодії між громадськими організаціями.
- Участь у суспільно-політичному житті України з метою створення соціальних та політичних умов, що забезпечують її відродження й розвиток.
- Здійснення та захист прав і свобод, задоволення суспільних, зокрема економічних, соціальних, культурних, екологічних, спортивних та інших інтересів членів Об'єднання.
- Сприяння у відновленні, розвитку та збереженні історії та традицій України.
- Створення загальнодоступного інформаційного ресурсу — проекту «Історія та символіка міст та сіл України», у якому відобразити історію, символіку, традиції, приклади мужності та самовідданості громадян, пам'ятки природи та архітектури різних населених пунктів України.
- Активна громадська діяльність по визначенню та нагородженню гідних громадян держави.

Найбільш маштабні нагородження: «За громадянський подвиг» (374 нагороджених), нагородження кращих професіоналів України (84 нагороджених)

## Нагороди ВГО «Країна»
Нагороди ВГО "Країна" мають загальну назву "Знаки народної пошани" та входять до відкритої нагородної системи - системи громадських нагород, яка кожному громадянину Держави надає право і можливість самостійно визначити та нагородити людину, яка, на його думку, здійснила героїчний вчинок, видатне досягнення або добру справу.
Відкриті реєстри нагороджених знаками народної пошани ВГО "Країни" розміщені на загальнодоступному сайті. [Архівовано 10 серпня 2017 у Wayback Machine.]
| Нагорода | Назва                                                                                              | Автори                                           | Засновано               | Девіз відзнаки                                                                  | Підстави нагородження | Статус     | Кількість нагороджених станом на серпень 2017 |
|          | Орден "Зірка слави та заслуг"                                                                      | Несіна-Інькова А. В. Олександр Сопов             | 10 березня 2017 року    | «Нагорода гідна заслуг»                                                         | ВИЩА НАГОРОДА ВО "КРАЇНА" За героїчний вчинок, видатне досягнення та значні особисті заслуги | Вручається | 19                                            |
|          | Орден «Єдність та Воля»                                                                            | Несіна-Інькова А. В., Олександр Сопов            | 7 червня 2014 року      | «Нагорода гідна заслуг»                                                         | ВИЩА НАГОРОДА ВО "КРАЇНА" Громадянам України та іноземцям за мужність, патріотизм, громадську активність та високий професіоналізм, виявлені у боротьбі за єдність та незалежність України.                                                         | Вручається | 1792                                          |
|          | Орден «За мужність і відвагу»                                                                      | Несіна-Інькова А. В., Олександр Сопов            | 18 лютого 2016 року     | «Життя — служіння Вітчизні та народові!»                                        | ВИЩА НАГОРОДА ВО "КРАЇНА" Військовослужбовцям, бійцям добровольчих батальйонів та волонтерам за мужність та відвагу при захисті рідної держави. | Вручається | 1221                                          |
|          | Медаль «За незламність духу»                                                                       | Несіна-Інькова А. В., Олександр Сопов            | 18 лютого 2016 року     | «За незламність духу!»                                                          | ВИЩА НАГОРОДА ВО "КРАЇНА" Незламним та гідним поваги за стійкість та незламну силу волі, проявлені у боротьбі з примхами долі | Вручається | 364                                           |
|          | Орден «За розбудову України» (для працівників гуманітарної та соціальної сфери, науки і мистецтва) | Несіна-Інькова А. В., Олександр Сопов            | 19 січня 2015 року      | «Спільними зусиллями до розбудови держави»                                      | ВИЩА НАГОРОДА ВО "КРАЇНА" Для нагородження працівників гуманітарної та соціальної сфери, науки і мистецтва за особисті видатні досягнення в професіональній сфері, спрямовані на становлення громадянського суспільства європейської спрямованості. | Вручається | 292                                           |
|          | Орден «За розбудову України» (для працівників промисловості та сільського господарства)            | Несіна-Інькова А. В., Олександр Сопов            | 19 січня 2015 року      | «Спільними зусиллями до розбудови держави»                                      | ВИЩА НАГОРОДА ВО "КРАЇНА" Для нагородження працівників промисловості та сільського господарства за особисті видатні досягнення, спрямовані на розвиток економічної незалежності України.                                                            | Вручається | 248                                           |
|          | Орден «За розбудову України» (для працівників органів державної влади та місцевого самоврядування) | Несіна-Інькова А. В., Олександр Сопов            | 19 січня 2015 року      | «Спільними зусиллями до розбудови держави»                                      | ВИЩА НАГОРОДА ВО "КРАЇНА" Для нагородження працівників органів державної влади та місцевого самоврядування за сумлінне та бездоганне служіння українському народу, спрямованіе на розвиток і утвердження суверенітету Держави.                      | Вручається | 194                                           |
|          | Орден «За розбудову України» (для працівників силових структур України)                            | Несіна-Інькова А. В., Олександр Сопов            | 19 січня 2015 року      | «Спільними зусиллями до розбудови держави»                                      | ВИЩА НАГОРОДА ВО "КРАЇНА" Для нагородження працівників і ветеранів силових структур за самовідданість та зразкове виконання службового обов’язку, виявлені у захисті державного суверенітету та територіальної цілісності України.                  | Вручається | 406                                           |
|          | Орден «За розбудову України» (для соціально-спрямованих бізнесменів)                               | Несіна-Інькова А. В., Олександр Сопов            | 19 січня 2015 року      | «Спільними зусиллями до розбудови держави»                                      | ВИЩА НАГОРОДА ВО "КРАЇНА" Для нагородження бізнесменів за видатні особисті заслуги та наполегливу працю, спрямовану на розвиток українського бізнесу та сумлінне і бездоганне служіння українському народу.                                         | Вручається | 197                                           |
|          | Орден «За розбудову України» (для працівників в галузі будівництва та архітектури)                 | Несіна-Інькова А. В., Олександр Сопов            | 19 січня 2015 року      | «Спільними зусиллями до розбудови держави»                                      | ВИЩА НАГОРОДА ВО "КРАЇНА" Для нагородження працівників в галузі будівництва та архітектури за професійність і особисті досягнення в архітектурі та будівництві, за оригінальні констукторські рішення.                                              | Вручається | 116                                           |
|          | Медаль «За вірність національній ідеї»                                                             | Несіна-Інькова А. В., Олександр Сопов            | 6 березня 2013 року     | «Життя — Батьківщині!»                                                          | ВИЩА НАГОРОДА ВО "КРАЇНА" Національно свідомим громадянам України та діаспори за значний внесок в становлення сучасної української Держави. | Вручається | 500                                           |
|          | Медаль «За збереження національних традицій»                                                       | Несіна-Інькова А. В., Олександр Сопов            | 6 березня 2013 року     | «Хто не пам'ятає минулого, той не має майбутнього!»                             | ВИЩА НАГОРОДА ВО "КРАЇНА" Національно свідомим громадянам України та діаспори за значний внесок у збереження національних традицій України. | Вручається | 207                                           |
|          | Медаль «За службу Україні»                                                                         | Несіна-Інькова А. В., Олександр Сопов            | 10 квітня 2017 року     | «Життя — Вітчизні»                                                              | ВИЩА НАГОРОДА ВО "КРАЇНА" Державним службовцям, які складали присягу на вірність народу України. За сумлінну службу, спрямовану на благо держави!                                                                                                   | Вручається | 68                                            |
|          | Відзнака «Почесний ветеран»                                                                        | Несіна-Інькова А. В., Олександр Сопов            | 1 лютого 2017 року      | «Спільними зусиллями до розбудови держави»                                      | ВИЩА НАГОРОДА ВО "КРАЇНА" Ветеранам України. За багаторічну, сумлінну працю. | Вручається |                                               |
|          | Медаль «За розвиток інформаційних технологій»                                                      | Несіна-Інькова А. В., Олександр Сопов            | 13 квітня 2017 року     | «Хто володіє інформацією, той володіє Світом»                                   | Фахівцям ІТ-сфери за впровадження інноваційних технологій в інформаційній галузі | Вручається |                                               |
|          | Знак народної пошани — відзнака «За служіння Україні»                                              | Несіна-Інькова А. В., Олександр Сопов            | 10 квітня 2017 року     | «Бог єдиний»                                                                    | Віруючим усіх релігій Світу за самовідданне служіння людям. | Вручається |                                               |
|          | Відзнака «Українська Берегиня»                                                                     | Несіна-Інькова А. В., Олександр Сопов            | 19 травня 2017 року     |                                                                                 | Чарівним жінкам — Берегиням України. | Вручається |                                               |
|          | Відзнака «За врятовані життя»                                                                      | Несіна-Інькова А. В., Олександр Сопов            | 18 травня 2017 року     | «Сенс життя — рятувати життя»                                                   | Військовим медикам за мужність, професіоналізм та самовіддане милосердя. | Вручається |                                               |
|          | Відзнака «Орден матері бійця АТО»                                                                  | Несіна-Інькова А. В., Олександр Сопов            | 2 червня 2017 року      | «Любов матері рятує»                                                            | Матерям бійців АТО. | Вручається |                                               |
|          | Відзнака «За сумлінну працю»                                                                       | Несіна-Інькова А. В., Олександр Сопов            | 25 листопада 2016 року  | «Працею здобута слава»                                                          | Працівникам та службовцям за плідну та самовіддану працю. | Вручається |                                               |
|          | Відзнака «За сприяння»                                                                             | Несіна-Інькова А. В., Олександр Сопов            | 7 квітня 2017 року      | «Сприяння та розвиток»                                                          | Гідним громадянам України та Світу за сприяння підприємствам, установам та організаціям в їх діяльності, спрямованій на процвітання України. | Вручається |                                               |
|          | Відзнака «Гідність та воля»                                                                        | Несіна-Інькова А. В., Олександр Сопов            | 15 березня 2016 року    | «Без гідності громадян — немає вільної держави»                                 | Учасникам революції гідності за мужність, громадську активність та самовіддане милосердя. | Вручається |                                               |
|          | Відзнака «Волонтер України»                                                                        | Несіна-Інькова А. В., Олександр Сопов            | 1 листопада 2016 року   | "Гідність, честь, турбота"                                                      | Волонтерам за активну волонтерську діяльність. | Вручається |                                               |
|          | Відзнака "За плідну співпрацю"                                                                     | Несіна-Інькова А. В., Олександр Сопов            | 7 квітня 2017 року      | "Сила в єдності!"                                                               | Підприємствам,установам організаціям та громадянам за плідне співробітництво, спрямоване на процвітання країни. | Вручається |                                               |
|          | Відзнака «Волонтер України» (АТО)                                                                  | Несіна-Інькова А. В., Олександр Сопов            | 1 листопада 2017 року   | "Гідність, честь, турбота                                                       | Волонтерам за активну волонтерську діяльність. | Вручається |                                               |
|          | Медаль «За гідність та патріотизм» (волонтерам)                                                    | Несіна-Інькова А. В., Олександр Сопов            | 7 червня 2014 року      | "В єдності сила держави!"                                                       | Волонтерам та патріотам України за громадянську мужність, самовідданість та громадську активність. | Вручається |                                               |
|          | Відзнака «За благодійність»                                                                        | Несіна-Інькова А. В., Олександр Сопов            | 5 лютого 2016 року      | "Благодійність, милосердя, турбота"                                             | Благодійникам, меценатам,волонтерам за меценатство та благодійність. | Вручається |                                               |
|          | Медаль «За оборону рідної держави»(АТО)                                                            | Несіна-Інькова А. В., Олександр Сопов            | 7 червня 2014 року      | "Вітчизна понад усе"                                                            | Бійцям АТО за мужність, самовідданість та зразкове виконання службового обов’язку. | Вручається |                                               |
|          | Медаль Богдана Хмельницького                                                                       | Несіна-Інькова А. В., Олександр Сопов            | 25 серпня 2015 року     | «Слава, єдність, воля»                                                          | Нащадкам козацьких традицій за сумлінне та бездоганне служіння українському народу. | Вручається |                                               |
|          | Медаль Гетьмана Івана Мазепи                                                                       | Несіна-Інькова А. В., Олександр Сопов, Шиян О.М. | 27 лютого 2017 року     | «Слава, єдність, воля»                                                          | Нащадкам козацьких традицій за сумлінне та бездоганне служіння українському народу. | Вручається |                                               |
|          | Медаль «За хоробрість в бою»                                                                       | Несіна-Інькова А. В., Олександр Сопов            | 2 червня 2017 року      |                                                                                 | Військовослужбовцям та бійцям інших військових формувань за хоробрість в бою. | Вручається |                                               |
|          | Орден рятівника                                                                                    | Несіна-Інькова А. В., Олександр Сопов            | 19 грудня 2012 року     | «Врятувати,допомогти»                                                           | За врятоване життя, проявлену мужність та професіоналізм при ліквідації надзвичайних ситуацій. | Вручається |                                               |
|          | Віднака "За мужність та милосердя" (медикам АТО)                                                   | Несіна-Інькова А. В., Олександр Сопов            |                         | "За мужність та милосердя" - "ALIIS LUCENS UROR".                               | Військовим медикам за мужність,професіоналізм та самовіддане милосердя. | Вручається |                                               |
|          | Медаль "Знання, душу, серце - людям" (медичним працівникам)                                        | Несіна-Інькова А. В., Олександр Сопов            | 29 травня 2013 року     | «Світячи іншим, згоряю сам»                                                     | Лікарям та медичним працівникам за сумлінну, професійну працю та милосердя. | Вручається |                                               |
|          | Відзнака "За служіння Богу і Україні" (для капеланів)                                              | Несіна-Інькова А. В., Олександр Сопов            | 20 серпня 2015 року     | «З нами Бог і Україна»                                                          | За самовіддане служіння під час бойових дій та опіку над військовослужбовцями. | Вручається |                                               |
|          | Відзнака «За служіння Богу і Україні» (для священнослужителів та мирян)                            | Несіна-Інькова А. В., Олександр Сопов            | «З нами Бог та Україна» | Священнослужителям та мирянам за самовіддане служіння Богу та народу України.   | Вручається |            |                                               |
|          | Медаль «Спаси і Сохрани»                                                                           | Несіна-Інькова А. В., Олександр Сопов            | 4 квітня 2014 року      | «Все упованіє моє на тебе покладаю, Мати Божа, збережи мене під покровом твоїм» | Віруючим за служіння Богу та народу України. | Вручається |                                               |
|          | Медаль «За відродження України»                                                                    | Несіна-Інькова А. В., Олександр Сопов, Шиян О.М. | 18 березня 2015 року    | «Відродися, Україно!»                                                           | Патріотам України за самовіддану працю та активну громадську діяльність спрямовані на відродження України. | Вручається |                                               |
|          | Медаль «За мужність та самовідданість»                                                             | Несіна-Інькова А. В., Олександр Сопов            | 10 лютого 2015 року     | «Лагідна сила»                                                                  | Матерям та дружинам захисників України за самовіддану любов. | Вручається |                                               |
|          | Медаль "За вірність та кохання"                                                                    | Несіна-Інькова А. В., Олександр Сопов            | 24 січня 2014 року      | «Чекаю на тебе коханий»                                                         | Жінкам України за вірність та кохання. | Вручається |                                               |
|          | Відзнака «За сумлінне батьківство»                                                                 | Несіна-Інькова А. В., Олександр Сопов            | 10 вересня 2015 року    | «Щастя – разом з дітьми»                                                        | Матерям та Батькам за сумлінне виконання батьківського обов’язку та гармонійне виховання дітей. | Вручається |                                               |
|          | Відзнака «За щасливе подружнє життя»                                                               | Несіна-Інькова А. В., Олександр Сопов            | 22 липня 2015 року      | «Любов та повага»                                                               | Щасливим подружжям за дарування щастя одне одному | Вручається |                                               |
|          | Відзнака «За відданість справі» (для вчителів та працівників освіти)                               | Несіна-Інькова А. В., Олександр Сопов            | 11 вересня 2013 року    | «Знання, душу, серце – дітям»                                                   | Вчителям та працівникам освіти за натхненну працю та любов до дітей | Вручається |                                               |
|          | Медаль "Гордість школи-надія України"                                                              | Несіна-Інькова А. В., Олександр Сопов            | 14 квітня 2016 року     | «Гордість школи – надія України»                                                | Найкращим учням за наполегливу працю, що дала результат | Вручається |                                               |
|          | Відзнака "За розвиток українського спорту"                                                         | Несіна-Інькова А. В., Олександр Сопов            | 7 травня 2015 року      | «Від фізичної культури - до олімпійської медалі»                                | Спортсменам, тренерам та працівникам фізичної культури за активну діяльність, спрямовану на розвиток українського спорту | Вручається |                                               |
|          | Медаль «За професійність» (для бухгалтерів та фінансистів)                                         | Несіна-Інькова А. В., Олександр Сопов            | 4 липня 2013 року       | «Облік та контроль – запорука фінансової стабільності»                          | Бухгалтерам та працівникам фінансової сфери за професіоналізм та відданість справі | Вручається |                                               |
|          | Відзнака "За службу закону"                                                                        | Несіна-Інькова А. В., Олександр Сопов            | 20 серпня 2015 року     | «Закон суворий, але це - Закон»                                                 | Юристам, адвокатам, суддям та іншим служителям закону за наполегливу працю спрямовану на утвердження верховенства права | Вручається |                                               |
|          | Медаль «За боротьбу з корупцією»                                                                   | Несіна-Інькова А. В., Олександр Сопов            | 18 серпня 2015 року     | «Честь, мужність, закон»                                                        | Борцям з корупцією за мужність та самовідданість у боротьбі з корупцією | Вручається |                                               |
|          | Відзнака «За професійну працю» (для журналістів та працівників ЗМІ)                                | Несіна-Інькова А. В., Олександр Сопов            | 11 січня 2016 року      | «Коментарі - вільні, факти - священні»                                          | Журналістам та працівникам ЗМІ за сумлінну працю та професійне, неупереджене висвітлення подій | Вручається |                                               |
|          | Відзнака «За збереження історії»                                                                   | Несіна-Інькова А. В., Олександр Сопов            | 20 березня 2013 року    | «Хто не пам’ятає минулого – той не має майбутнього»                             | Історикам та історіографам за збереження та розвиток історичних наук в Україні | Вручається |                                               |